# Abschirmblende

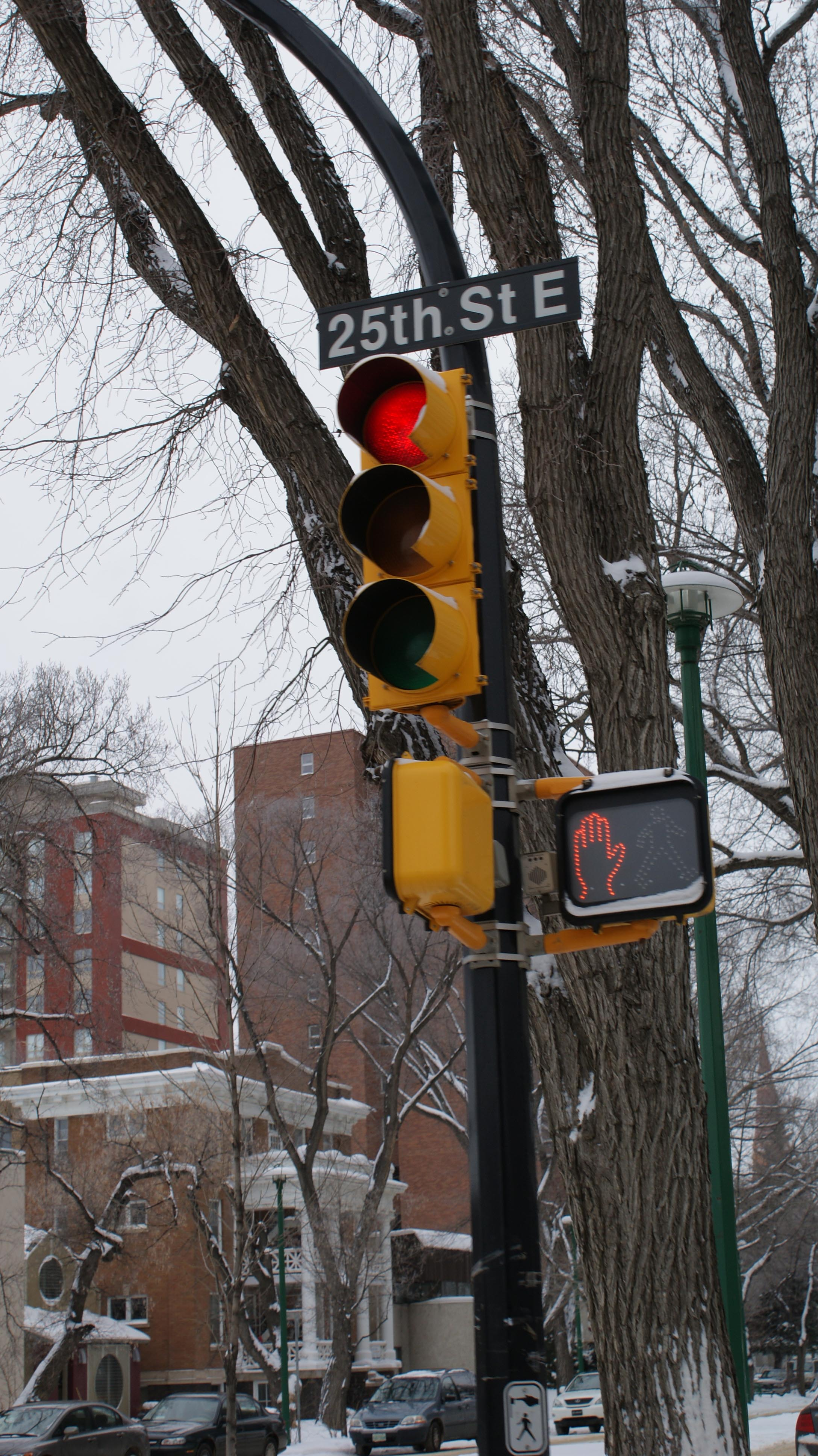
Kanadische Ampel mit Tunnel-Abschirmblende. Diese Ampeln stehen wie Fußgängersignale hinter der Kreuzung.

Die Abschirmblende (auch Sonnenschute oder kurz Schute) ist ein Anbauteil einer Lichtzeichenanlage, einer Blinklichtanlage am Bahnübergang oder eines Eisenbahnsignals. Sie schützt die Leuchtfelder der Signalanlage vor direktem Sonnenlichteinfall und verhindert aufgrund der Abschattung das Entstehen von Phantomlicht. Des Weiteren wird vermieden, dass Schmutz oder Schnee die Leuchtfelder verdecken. Absicht ist die Erhöhung der Verkehrssicherheit.
Fehlt eine Abschirmblende, kann der Verkehrsteilnehmer bzw. der Triebfahrzeugführer das Lichtsignal bei ungünstigen Bedingungen nicht mehr richtig erkennen, wodurch eine Fehlinterpretation des Lichtsignals bewirkt wird. Nur in Ausnahmefällen, bei entsprechend unempfindlichen Leuchtfeldern (LED-Signal) oder bei niedrigen Fahrgeschwindigkeiten kann auf eine Abschirmblende verzichtet werden.

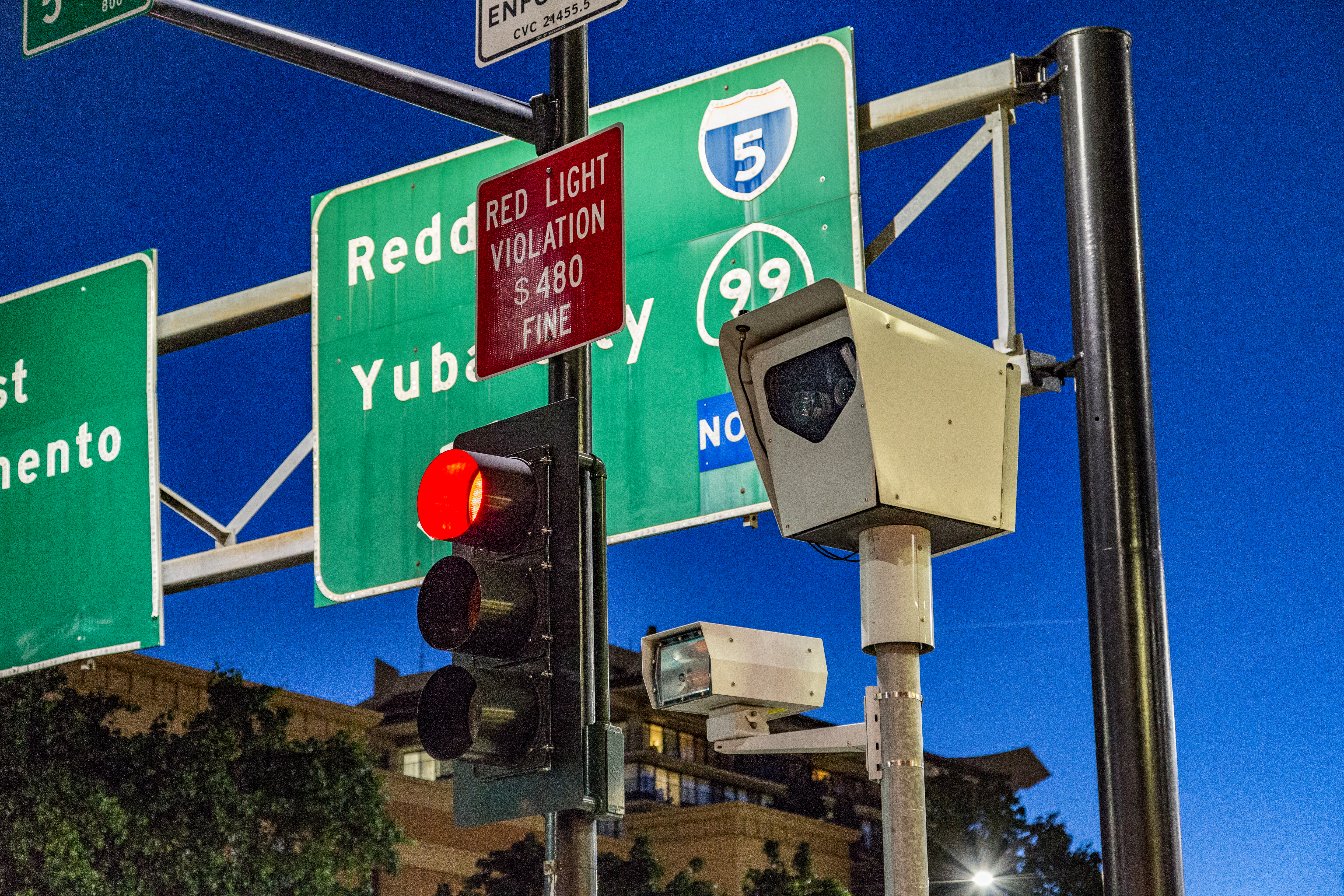
Kalifornische Ampel mit unten geschlossener Abschirmblende wegen des frühen und späten Sonnenstandes.

Dasselbe Konstruktionsprinzip weisen Scheinwerferschirme bei Personenkraftwagen auf; diese haben jedoch keine technische, sondern rein kosmetische Funktion.

## Normen und Standards
Deutschland
- Richtlinien für Lichtsignalanlagen (RiLSA)